# Kassina kuvangensis
Kassina kuvangensis là một loài ếch thuộc họ Hyperoliidae.
Loài này có ở Angola, Zambia, và có thể cả Cộng hòa Dân chủ Congo.
Môi trường sống tự nhiên của chúng là xavan ẩm, đồng cỏ nhiệt đới hoặc cận nhiệt đới vùng ngập nước hoặc lụt theo mùa, sông ngòi, đầm nước, hồ nước ngọt có nước theo mùa, và đầm nước ngọt có nước theo mùa.